# Мануэл-Урбану

Мануэл-Урбану на карте.

Мануэл-Урбану (порт. Manoel Urbano) — муниципалитет в Бразилии, входит в штат Акри. Составная часть мезорегиона Вали-ду-Акри. Входит в экономико-статистический микрорегион Сена-Мадурейра. Население составляет 7981 человек на 2010 год. Занимает площадь 10 633,137 км². Плотность населения — 0,75 чел./км².
Покровительницей города считается Богоматерь да-Пенья. Праздник города — 14 мая.

## Демография
Согласно сведениям, собранным в ходе переписи 2010 г. Национальным институтом географии и статистики (IBGE), население муниципалитета составляет:
| Полное население                               | Полное население                               | Полное население                               | Полное население                               | 7981  |
| ---------------------------------------------- | ---------------------------------------------- | ---------------------------------------------- | ---------------------------------------------- | ----- |
| в том числе:                                   | Городское население                            | 5278                                           | Процент городского населения, %                | 66,13 |
|                                                | Сельское население                             | 2703                                           | Процент сельского населения, %                 | 33,87 |
|                                                | Мужское население                              | 4255                                           | Процент мужского населения, %                  | 53,31 |
|                                                | Женское население                              | 3726                                           | Процент женского населения, %                  | 46,69 |
| Плотность населения, чел/км²                   | Плотность населения, чел/км²                   | Плотность населения, чел/км²                   | Плотность населения, чел/км²                   | 0,75  |
| Население муниципалитета в % к населению штата | Население муниципалитета в % к населению штата | Население муниципалитета в % к населению штата | Население муниципалитета в % к населению штата | 1,09  |

По данным оценки 2015 года, население муниципалитета составляет 8641 житель.

## Важнейшие населенные пункты
| № | Населённый пункт | Населённый пункт (порт.) | Категория | Население чел. (2010) | На карте                       |
| - | ---------------- | ------------------------ | --------- | --------------------- | ------------------------------ |
| 1 | Мануэл-Урбану    | Manoel Urbano            | город     | 5278                  | 8°50′16″ ю. ш. 69°15′44″ з. д. |

## Статистика
- Валовой внутренний продукт на 2005 год составляет 31 267 778,00 реалов (данные: Бразильский институт географии и статистики).
- Валовой внутренний продукт на душу населения на 2005 год составляет 4094,78 реала (данные: Бразильский институт географии и статистики).
- Индекс развития человеческого потенциала на 2000 год составляет 0,601 (данные: Программа развития ООН).

## География
Климат местности: тропический.